# Acanthocinus aedilis
Espèce
Synonymes
- Acanthocinus validus Matsushita, 1936[1]
- Aedilis montana Audinet-Serville, 1835[1]
- Astynomus aedilis (Linnaeus, 1758)[1]
- Cerambyx acernus Voet, 1778[1]
- Cerambyx aedilis Linnaeus, 1758[1]
- Cerambyx marmoratus Villers, 1789[1]

Acanthocinus aedilis, communément appelé Acanthocine charpentier, est une espèce d'insectes coléoptères longicornes de la famille des Cerambycidae.
Cette espèce se rencontre dans des boisements européens de résineux ou boisements riches en pins. Elle semble préférer les pins (Pinus), mais peut aussi coloniser les troncs morts d'Abies, Picea et Larix.
La larve vit sous l'écorce de troncs couchés ou de bûches, mais aussi dans les souches mortes, sous l'écorce de racines. Elle est xylophage, se nourrissant de bois attaqué par des champignons et/ou bactéries saproxylophages que l'insecte semble pouvoir contribuer à diffuser via sa pilosité externe).
Cette espèce semble pour partie dépendre de la présence de certaines espèces de scolytes, qui peut-être "préparent" le terrain en l'ensemençant en champignons saproxylophages, mais elle semble aussi diminuer le nombre d'émergences de certains scolytes lorsqu'elle est présente sur une pièce de bois.

## Description
Ce coléoptère de 12 à 20 mm de longueur a un corps brun rougeâtre, grisé par une pubescence éparse plus claire. Il présente 4 taches caractéristiques, produites par une pilosité orangée qui orne le pronotum, lequel dispose de chaque côté d'une sorte de « dent » arrondie. Des taches (pilosité noire irrégulière) ornent aussi les élytres en bandes transversales plus foncées. Les élytres sont légèrement cannelés. Les pattes postérieure sont des tarses courts. Les antennes sont très longues, surtout chez le mâle chez qui elles représentent plus de 3 fois la longueur du corps, et zébrées : les articles brun-rougeâtre sont noirs sur le tiers de l'article qui est renflé (côté extrémité de l'antenne), ce qui facilite son camouflage sur les écorces de pin.
Le dimorphisme sexuel est marqué : Le mâle est nettement plus petit que la femelle, mais ses antennes sont plus longues (jusqu'à 5 fois la longueur de son corps, contre 1,5 fois chez la femelle). La femelle dispose d'un ovipositeur plat nettement visible, lui permettant d'insérer ses œufs sous l'écorce de souches, d'arbres ou pièces de bois mort.

### À ne pas confondre avec
D'autres espèces proches sont rencontrées en Europe :
- Acanthocinus carinulatus (Gebler, 1833)
- Acanthocinus griseus (Fabricius, 1792)
- Acanthocinus henschi Reitter, 1900
- Acanthocinus hispanicus Sama & Schurmann, 1980
- Acanthocinus meyeri Vitali, 2011
- Acanthocinus reticulatus (Razoumov, 1789)
- Acanthocinus xanthoneurus (Mulsant & Rey, 1852)

Les pattes d'Acanthocinus aedilis sont couvertes d'une pubescence grise uniforme sur les 2 premiers articles des tarses, ce qui n'est pas le cas chez Acanthocinus reticulatus
Acanthocinus aedilis est plus grand qu'Acanthocinus griseus, avec des antennes proportionnellement plus longues et des tarses des pattes arrière plus courts.

## Reproduction, cycle de vie et métamorphose

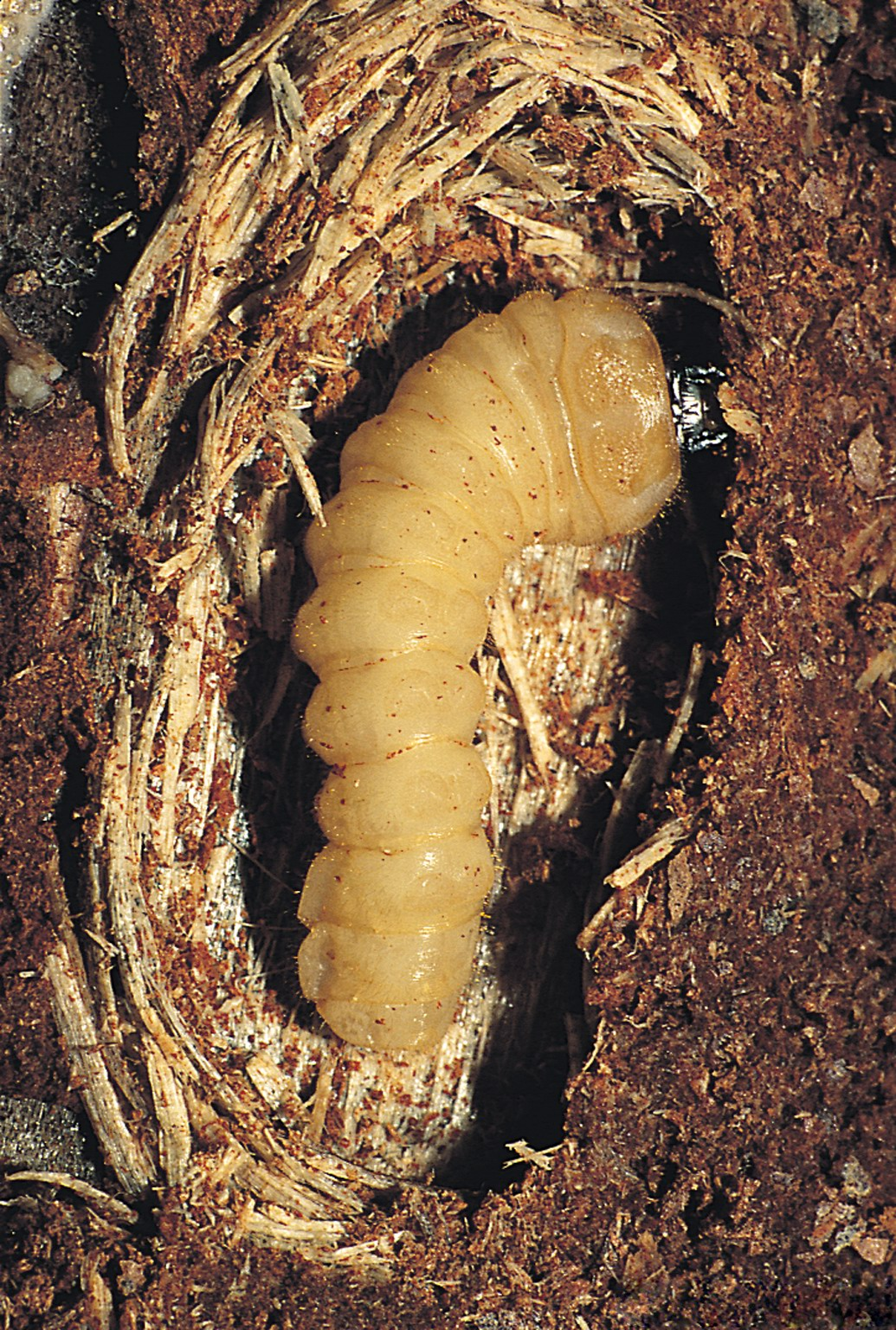
Larve d'Acanthocinus aedilis dans sa loge nymphale.

La larve, une fois sortie de l'œuf creuse un tunnel tortueux. Elle s'y développe lentement (en 1 à 2 ans). La nymphose a lieu dans l'écorce, sous l'écorce ou dans le bois. L'adulte (imago) est visible de mars à octobre, souvent en automne, après avoir passé un hiver dans son berceau nymphal, d'où il est réputé sortir fin mars à avril. L'imago ne semble pas être floricole.

## Aire de répartition actuelle
Europe, Sibérie, Est de l'Asie (Chine, Corée).

## Statut ou menace
En régression et en voie de disparition ou localement éteint dans de nombreuses régions depuis plusieurs décennies, probablement à cause de la raréfaction des gros bois morts régulièrement dispersés et peut-être à cause de la pollution générale de l'environnement par les insecticides (pluies, rosées).

## Régime alimentaire
Cet insecte n'est pas « nuisible ». Il ne consomme que le bois mort et joue un rôle écologique important en accélérant sa transformation en humus forestier.

## Liste des variétés
Selon BioLib (23 juin 2020) :
- variété Acanthocinus aedilis var. obliteratus Pic, 1917